# 15724 Ціллє
15724 Ціллє (15724 Zille) — астероїд головного поясу, відкритий 12 жовтня 1990 року.
Тіссеранів параметр щодо Юпітера — 3,557.